# ヒロハサギゴケ

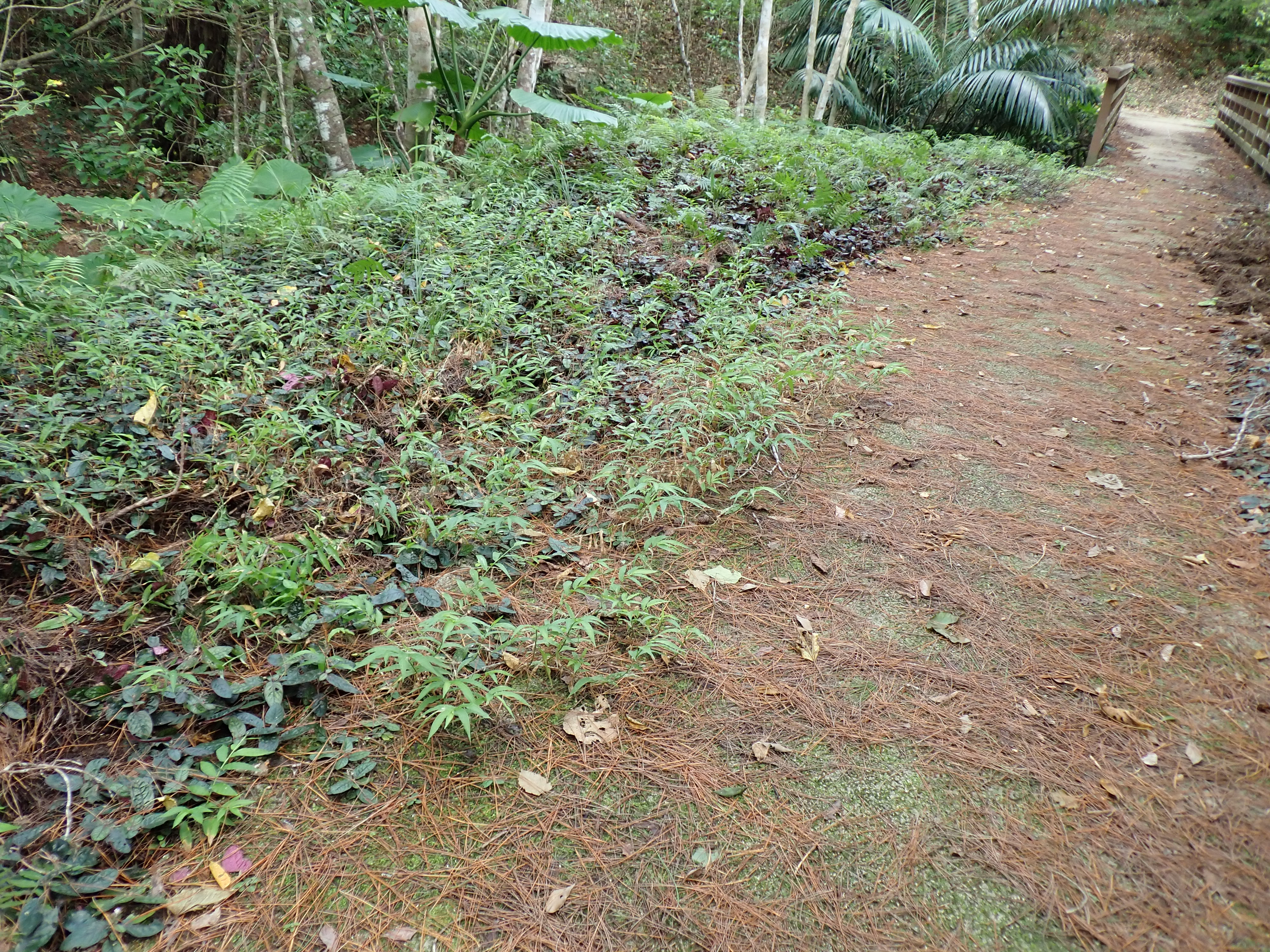
エダウチチヂミザサと混生するヒロハサギゴケ
（2024年11月 沖縄県石垣市 バンナ公園）

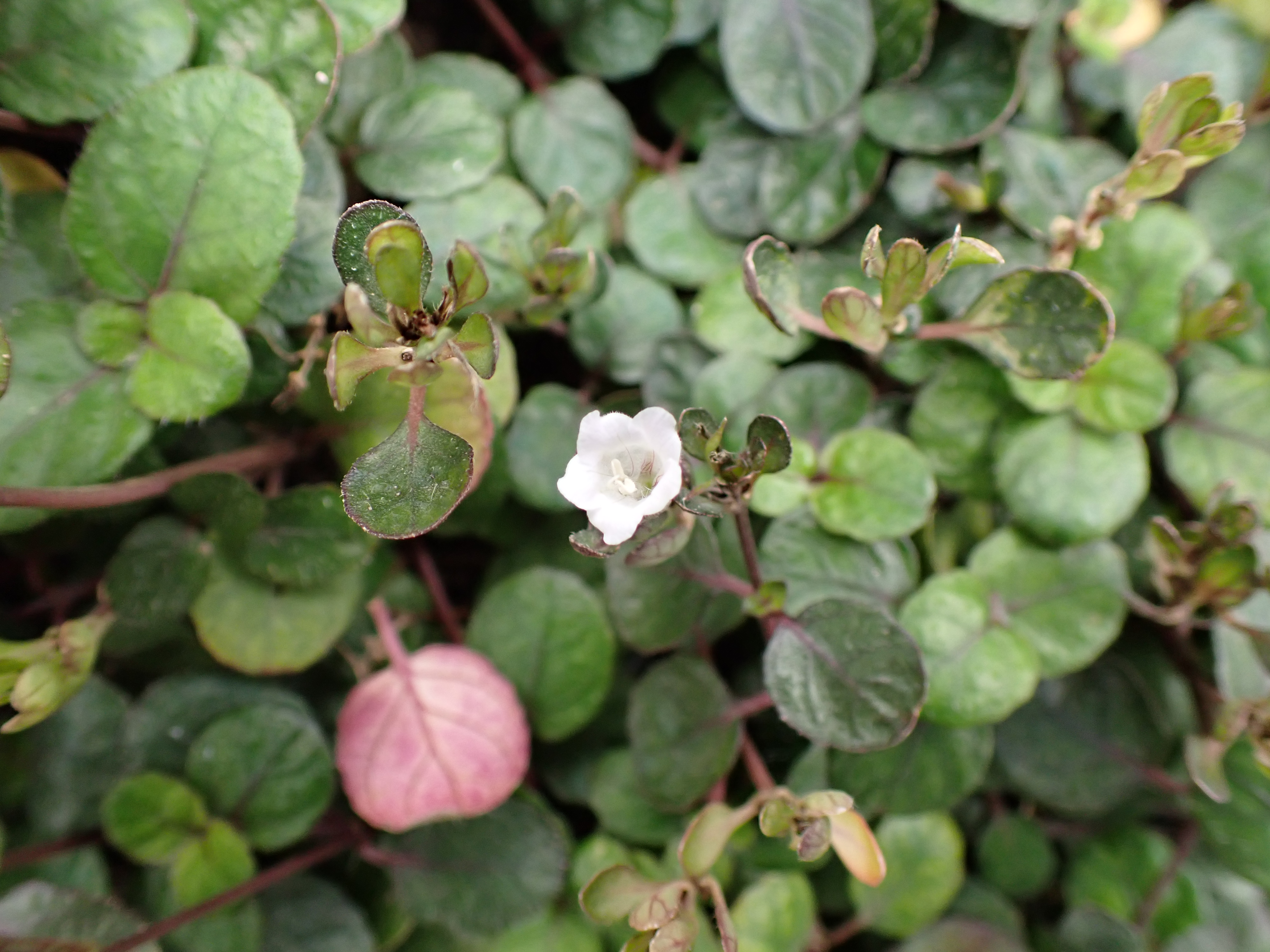
ミヤコジマソウは葉が小さい（2024年11月 大阪市 咲くやこの花館）

ヒロハサギゴケ（学名：Strobilanthes reptans）はキツネノマゴ科イセハナビ属の多年生草本。旧ヒロハサギゴケ属Hemigraphisとされていたが、ヒロハサギゴケ属はイセハナビ属の内群であることが分子系統学的に明らかとなり、イセハナビ属に含められるようになった。

また、沖縄県宮古島にのみ生息する、環境省及び沖縄県絶滅危惧IA類（CR）のミヤコジマソウHemigraphis okamotoiをヒロハサギゴケに含む見解と、別種と扱う見解などがある。本項では前者に従い、ミヤコジマソウを含めS. reptansとして扱う。文献によるヒロハサギゴケとミヤコジマソウの取り扱いの違いについては参考文献欄を参照。

## 特徴
高さ5–15 cmほどで、種小名reptans（這性）で示されるように茎は匍匐する。葉の両面と茎に粗い毛が多く、手触りはざらつく。葉は長さ4–9 cmの楕円形、鋸歯縁で対生する。葉表は赤紫色の葉脈が目立ち、葉裏は赤紫色。花は白～薄紫色で径1 cmの漏斗型で、先端は5裂する。花期は春～秋。実の形は棒状。ミヤコジマソウの葉は長さ1–3 cm、円形～卵円形で葉脈は目立たず、花はごく淡い黄色～青みがかった白色。同属のシソモドキS. alternataはヒロハサギゴケとよく似るが、高さ30 cmを超える点で判別される。

## 分布と生育環境、利用
東南アジア（ヒロハサギゴケ）、フィリピン～太平洋諸島（ミヤコジマソウ）原産で、温室等のグラウンドカバーとして利用され、時に木陰に帰化する。日本国内ではミヤコジマソウが沖縄県宮古島および大神島（自生北限、宮古島市指定天然記念物）の石灰岩の海岸に稀に自生し、園芸用に栽培もされる。